# Too Good To Go
«Too Good To Go» — це платформа з мобільним додатком, яка зв'язує покупців з ресторанами та магазинами, де є надлишки непроданої їжі. Сервіс охоплює великі європейські міста, а в жовтні 2020 року розпочав роботу в Північній Америці.
Станом на 2022 рік Too Good To Go є найшвидше зростаючим стартапом у сфері «sustainable food app» (за кількістю завантажень). Станом на серпень 2022 року стверджується, що 164 000 підприємств, які обслуговують 62 мільйони користувачів, зберегли 155 мільйонів пакетів їжі.

Країни обслуговує Too Good To Go

## Історія
Компанія була створена у 2015 році у Данії. Розробники: Браян Крістенсен, Томас Бйорн Момсен, Стіан Олесен, Клаус Багге Педерсен і Адам Зігбранд. У 2017 році Метте Лікке (співзасновник Endomondo) приєдналася як генеральний директор.
У Швейцарії та Австрії співзасновником є Йорген Мунтер, у Франції — Люсі Баш, а у Великобританії — Кріс Вілсон і Джеймі Краммі.
У лютому 2019 року компанія залучила додаткові 6 мільйонів євро в рамках нового раунду інвестицій. У серпні 2019 року Too Good To Go було перезапущено в Австрії. У вересні 2019 року Too Good To Go придбала іспанський стартап weSAVEeat і об'єднала його у власний бренд. У листопаді 2019 року пропозиція Too Good To Go поширилася на заводи завдяки партнерству з французькою компанією з роздрібної торгівлі Jardiland. У грудні 2019 року Too Good To Go співпрацювала з французькими продуктовими магазинами Intermarché і пожертвувала 60 тисяч євро французькій благодійній організації Restaurants du Cœur. У жовтні 2021 року Бонні Райт об'єднався з Too Good To Go, щоб розпочати ініціативу зі зменшення харчових відходів.

## Призначення
Метою Too Good To Go є зменшення харчових відходів у всьому світі. Компанія розробила мобільний додаток, який з'єднує ресторани та магазини, у яких є непродані надлишки їжі, з клієнтами. Це дає можливість купувати будь-яку їжу, яку торговельний заклад вважає надлишковою — без можливості вибору — за набагато нижчою ціною, ніж нормально. Їжа в додатку коштує в одну третину від початкової ціни. Компанія стверджує, що це зменшує харчові відходи, які інакше були б викинуті; харчові відходи є глобальною проблемою, яка впливає на довкілля.
За три роки роботи додаток охопив понад 9,5 мільйонів користувачів. Станом на 2022 рік зареєструвалося понад 57,7 мільйона користувачів і 154 000 закладів, зібрано 139 мільйонів страв.
У 2019 році компанія мала 350 співробітників у Європі. Станом на серпень 2022 року в компанії було оцінено 1345 співробітників.

## Використання
Пункти харчування повинні повідомляти компанію TGTG про надлишкову їжу, яку вони мають (випічка, страви, продукти харчування, веганська їжа), а також ціну на «magic bag», вміст якої вони визначають; користувач не може вибрати, але початкові ціни будуть у три або більше разів перевищувати ціну в додатку. Повідомлення надсилається завчасно на основі прогнозованої кількості, що залишиться, а не наприкінці періоду продажу.
Щоб користуватися послугою, користувачі повинні зареєструватися. Потрібен мобільний телефон з підключенням до Інтернету під керуванням Android або iOS. Користувач запускає програму TGTG, у якій перераховуються торгові точки, доступні на обраній відстані та в діапазоні часу. Потім клієнт може замовити та оплатити «magic bag». Постачальник може скасувати замовлення в будь-який час, якщо очікуваний надлишок недоступний — покупець отримує сповіщення за допомогою текстового повідомлення — і покупець може скасувати замовлення, попередивши за дві години.
Для того, щоб забрати замовлення потрібно прибути в спеціально відведений проміжок часу, який зазвичай триває 30 або 60 хвилин, і мати з собою пристрій з додатком для підтвердження отримання.